# René Bach
René Bach (ur. 7 czerwca 1990 w Hjordkær) – duński żużlowiec.

## Życiorys
Dwukrotny srebrny medalista młodzieżowych indywidualnych mistrzostw Danii: złoty (2010) oraz brązowy (2008). Finalista indywidualnych mistrzostw Danii (2010 – XII miejsce).
Dwukrotny finalista indywidualnych mistrzostw świata juniorów (2010 – VIII miejsce, 2011 – XXII miejsce). Czterokrotny medalista drużynowych mistrzostw świata juniorów: złoty (Rye House 2010) oraz trzykrotnie srebrny (Holsted 2008, Gorzów Wielkopolski 2009, Bałakowo 2011). Brązowy medalista drużynowych mistrzostw Europy juniorów (Holsted 2009). Finalista indywidualnych mistrzostw Europy juniorów (Tarnów 2009 – XV miejsce).
W lidze brytyjskiej reprezentant klubów z Peterborough (2009, 2012), Newcastle (2009–2011) oraz Workington (2012, 2013), natomiast w lidze polskiej startował w barwach klubu Orzeł Łódź (2008, 2013).

## Przynależność klubowa
Polska
- Orzeł Łódź (2008)
- KS Toruń (2012)
- Wanda Kraków (2014)
- Orzeł Łódź (2014)
- Polonia Piła (2015)
- Stal Rzeszów (2016)
- Polonia Bydgoszcz (2018–2019)
- Kolejarz Opole (2020)
- SK Lokomotīve Dyneburg (Łotwa, 2022)
- Unia Tarnów (2023)

Wielka Brytania
- Peterborough Panthers (2009)
- Newcastle Diamonds (2009–2011)
- Birmingham Brummies (2011)
- Peterborough Panthers (2012)
- Workington Comets (2012–2015)
- Glasgow Tigers (2016)
- Workington Comets (2018)

Dania
- Esbjerg Vikings (2015–2018)
- Holsted Tigers (2019–)

Szwecja
- Lejonen Gislaved (2020)